# MTV Live
MTV Live — международный музыкальный телеканал, часть всемирной сети Paramount Networks EMEAA. Головной офис находится в Варшаве. Вещает на четырех континентах (за исключением Африки) — Европе, Америке, Австралии и Азии.

## О канале
MTV Live, первый музыкальный канал в формате высокой четкости, который транслирует музыкальные клипы и программы производства MTV. Канал обслуживается компанией MTVNI Emerging Markets Group, которая управляет каналом из варшавского офиса.
MTV Live HD показывал программы других отделений MTV (европейских, английских, и южноамериканских версий). Сначала на канале было 2 блока программ: MTV HD и Nickelodeon HD. Но с декабря 2010 года начал транслировать только музыку и программы Nickelodeon ночью или рано утром по выходным. С 1 июля 2011 года основной фокус был направлен на музыку и живые выступления артистов (MTV Live Vibrations, MTV World Stage и так далее)

## История вещания

Старый логотип MTVNHD

Канал был запущен в некоторых странах Европы как MTVNHD (MTV Networks High-Definition), и в некоторых областях Южной Америки (в конце 2008 года).
В 2010 году канал расширил географию распространения, в частности началось вещание в Австралии.
1 июля 2011 года произошёл ребрендинг семейства каналов MTV, в том числе MTVNHD. С этого времени он называется MTV Live HD. В Австралии, канал переименовался в MTV Live. Однако в Великобритании и Ирландии название осталось прежним, но 23 апреля 2012 года оно поменялось на MTV Live.
1 октября 2013 года был изменен логотип, стилизованный под новый стиль в рамках ребрендинга семейства MTV по всему миру.
3 декабря 2013 года канал прекратил вещание в Австралии решением оператора Foxtel.

## География распространения
Канал MTV Live доступен в большинстве стран Европы, Северной и Южной Америки, Океании и Азии:

### Европа
Некоторые страны, где можно смотреть канал через спутник или кабельные сети:

| - Австрия - Болгария - Бельгия - Хорватия - Чехия - Эстония - Дания - Финляндия - Франция - Германия - Грузия - Ирландия - Израиль - Италия | - Латвия - Литва - Нидерланды - Норвегия - Польша - Словакия - Испания - Украина - Швеция - Швейцария - Турция - Великобритания |

Во Франции канал MTV Live прекратил вещание 9 апреля 2013 года. В России вещание канала прекращено с 28 апреля 2022 года. С 14 декабря 2022 года вещание MTV Live прекращено на территории Беларуси.

### Северная и Южная Америка
Страны в которых можно смотреть канал в спутниковых и кабельных сетях:

| - Аргентина - Чили - Колумбия - Никарагуа | - Эквадор - Перу - Мексика - Коста-Рика | - Уругвай - Венесуэла - Канада - Парагвай | - Боливия - США |

В США канал MTV Live (оригинальная версия) запустился 16 января 2006 года. В Бразилии в 2009—2010 годах поступали жалобы на телеканал VH1 HD, который с 2009 года не обновлял плей-лист и показывал те же клипы по нескольку раз в день. Так в качестве альтернативы предлагалось смотреть MTV Live HD.

### Юго-Восточная Азия и Океания
Страны в которых можно смотреть MTV Live в спутниковых и кабельных сетях:
- Австралия (вещание прекращено с 3 декабря 2013)[6]
- Индонезия
- Малайзия
- Сингапур
- Филиппины
- Тайвань
- Континентальный Китай
- Гонконг

### Африка
В Африке канал MTV Live не вещает.

### Азия
Страны в которых можно смотреть MTV Live в спутниковых и кабельных сетях:
● Грузия
● Армения
● Азербайджан
● Казахстан
● Кыргызстан
● Туркменистан
● Таджикистан
● Узбекистан

## Программы
С 2008 по 2011 год на MTVNHD транслировались шоу производства MTV Europe и мультфильмы Nickelodeon. Но после ребрендинга канал начал транслировать только музыку и мультфильмы рано утром по выходным, а также еженедельные чарты. Однако в 2013 году канал вернул некоторые программы в эфир.
Список программ MTV Live HD:
- Hot Right Now! — показ клипов в режиме нон-стоп
- MTV Live, MTV World Stage, MTV Live Sessions, Best of the Festivals, MTV Crashes, MTV Live Vibrations — живые выступления артистов
- MTV Asks — интервью со звёздами
- MTV News UK — новости шоу-бизнеса
- 100 % Live Top 10 — 10 лучших живых выступлений на MTV
- MTV This Week TOP 20 — главный хит-парад канала MTV UK
- MTV Essentials — музыкальные сражения между звёздами

## Виджеи
- Блю Робинсон (Bluey Robinson)
- Даниэл Розенберг (Daniel Rosenberg)
- Бекка Дадли (Becca Dudley)
- Лора Уитмор (Laura Whitmore)
- Лила Парсонс (Lilah Parsons)
- Кармен Электра (Carmen Electra)
- Саманта Роулей (Samantha Rowley)
- Алиса Левин (Alice Levine)
- Наташа Гилберт (Natasha Gilbert)
- Эмми Беретта (Emmie Beretta)

## События
- MTV Video Music Awards
- MTV Europe Music Awards
- MTV Movie Awards